# Bukoviḱ
Bukoviḱ (makedonska: Буковиќ) är en ort i Nordmakedonien. Den ligger i den nordvästra delen av landet, 16 kilometer väster om huvudstaden Skopjes centrum. Bukoviḱ ligger 393 meter över havet och antalet invånare är 1 256.